# Donna Guy
Donna Guy (* 1. November 1961) ist eine ehemalige neuseeländische Judoka, die bei den Weltmeisterschaften 1986 eine Bronzemedaille im Halbmittelgewicht (bis 61 Kilogramm) gewann.

## Sportliche Karriere
Donna Guy gewann insgesamt 13 neuseeländische Meistertitel, dreimal war sie Ozeanienmeisterin. Bei den Weltmeisterschaften 1984 in Wien unterlag sie in ihrem Auftaktkampf der Liechtensteinerin Birgit Blum. Bei den Commonwealth Games 1986 erreichte sie das Finale und unterlag dort der Engländerin Diane Bell. Drei Monate später bei den Weltmeisterschaften in Maastricht unterlag Donna Guy im Halbfinale der Französin Céline Géraud, siegte aber im Kampf um eine Bronzemedaille gegen die Polin Bogusława Olechnowicz. 1987 unterlag sie bei den Weltmeisterschaften in Essen in ihrem ersten Kampf der Österreicherin Renate Lehner.
Bei den Olympischen Sommerspielen 1988 wurden Wettbewerbe im Frauenjudo als Demonstrationssportart angeboten. Beim olympischen Turnier verlor Donna Guy zunächst gegen Diane Bell und dann gegen die Japanerin Noriko Mochida. 1990 erreichte Guy bei den Commonwealth Games in Auckland vor heimischem Publikum noch einmal das Finale und unterlag dort Diane Bell.